# モンセ・ワトキンス
モンセ・ワトキンス（Montse Watkins, 1955年 - 2000年）は、スペイン・バルセロナ出身の翻訳者・著作家・編集者・ジャーナリスト。母はスペイン人、父はイギリス人。
日本文化と小津安二郎の映画に魅せられ、1985年に来日。日本語を数年間学んだ後、鎌倉に在住し、スペイン通信社EFEやバルセロナの日刊紙アブイの記者として働く一方、スペイン語圏の人々に日本文学を紹介するため、1994年、日本の出版社現代企画室内にルナ・ブックス選集を立ち上げる。
以後、2000年までの16年間に、宮沢賢治『銀河鉄道の夜』『どんぐりと山猫』『注文の多い料理店』や夏目漱石『吾輩は猫である』『坊ちゃん』『草枕』、島崎藤村『破戒』、芥川龍之介『龍』、太宰治『斜陽』『人間失格』、森鷗外『高瀬舟』、小泉八雲『怪談』などの近代文学の、日本語から直接のスペイン語初訳を行う。
また日本におけるラテンアメリカ人移民問題に関しても、研究者として調査を行い、『ひかげの日系人－ガイジン記者が見た南米の出稼ぎ労働者』（彩流社）、『夢のゆくえ－日系移民の子孫、百年後の故国へ帰る』（現代企画室）を上梓。さらに作家として、日本を舞台にした物語『月光物語』（河出書房新社）も出版する。
2000年、45歳で夏目漱石の『草枕』の翻訳途上にして、癌により病没する。

## 関連人物
- 太田昌国
- エレナ・ガジェゴ